# Poggio Bracciolini
Gian Francesco Poggio Bracciolini (n. 11 februarie 1380 – d. 30 octombrie 1459) a fost un filozof umanist italian. A afirmat originea romană a poporului român în secolul al XV-lea. Constata elemente comune ale limbii latine și ale limbii române. Pentru prima dată se argumenta latinitatea limbii române cu probe culese direct din spațiul românesc de cunoscători ai limbii latine.. De asemenea, este amintit pentru că a pus în circulație, îndepărtând secole de uitare, mai multe capodopere ale literaturii latine; mai presus de toate, De rerum natura de Lucrețiu, Institutio oratorio de Quintilian, și Silvae de Statius.

## Biografia

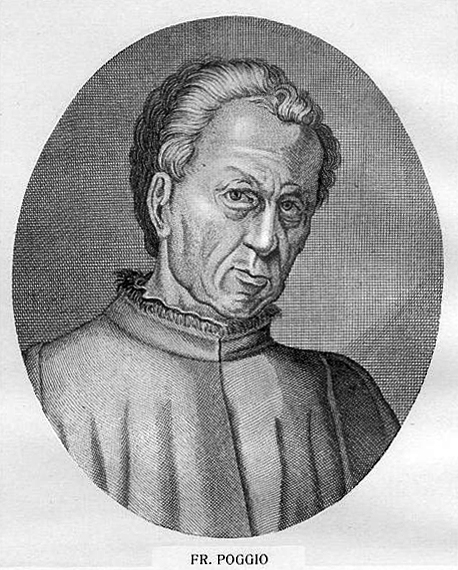
Reproducere din secolului al XX-lea a portretului lui Poggio Bracciolini, gravată de Antonio Luciani în 1715.

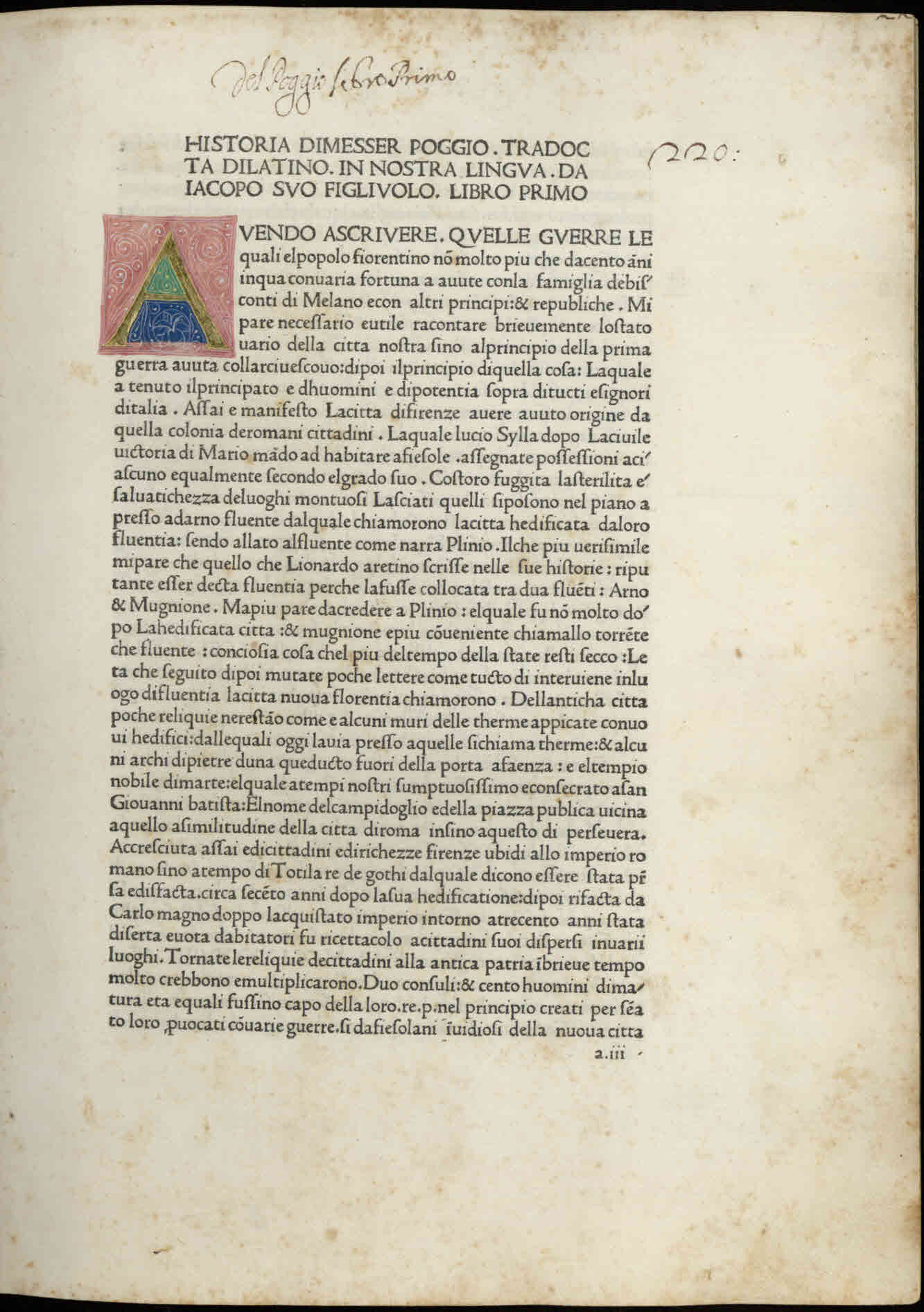
Incipitul operei Historia fiorentina în traducerea italiană de către fiului său, Jacopo Bracciolini (1476).

Fiul lui Guccio (comerciant de mirodenii) și Jacoba Frutti (fiica unui notar), în tinerețe s-a mutat din Terranuova (localitate ce se numește astăzi Terranuova Bracciolini, în memoria sa) la Bologna, pentru a-și finaliza studiile juridice, dar, din cauza dezavantajului financiar al tatălui său, Poggio a trebuit să se întoarcă în Toscana pentru a urma studiile de notar la Florența. Pentru a se menține, a început să lucreze ca copist. El a dezvoltat o caligrafie foarte populară, atât de mult încât numele său a ajuns la figuri marcante, precum Coluccio Salutati și Leonardo Bruni. Salutati a devenit mentorul său și l-a ajutat în studiile limbei latine și grecești; și umanistul Ambrogio Traversari a avut o influență semnificativă asupra formării sale.
În 1403, la douăzeci și trei de ani, Poggio a plecat la Roma cu o scrisoare de prezentare de la Salutati. A fost la început un abbreviator, apoi și-a croit drum spre cancelaria papală până când a ajuns, aproximativ în anul 1410, la postul de secretarius domesticus, adică responsabil de pregătirea corespondenței rezervate a lui Ioan al XXIII-lea, ales în Consiliul de la Pisa.
Datorită vicisitudinilor Marii Schisme Occidentale (1378-1417), s-a găsit în situația în care trebuia, datorită poziției sale, să călătorească în Germania și Franța, mai ales să urmeze lucrările Conciliului de la Konstanz (1414-1418). Consiliul a avut un rezultat negativ pentru Poggio, Ioan al XXIII-lea fiind destituit. Retrocedat la abbreviator și tratat cu aroganță, Poggio a părăsit postul. În 1418 a plecat în Anglia în urma episcopului de Winchester, cardinalul Henry Beaufort, unde a rămas patru ani. În 1423 s-a întors în Italia; în timpul călătoriei către Roma, s-a oprit la Köln, unde a redescoperit o copie a operei Cena Trimalchionis, un excerptum din Satyricon. La Roma a fost repus în Curia Papală de Martin al V-lea. A fost un secretarius domesticus, de asemenea, al papilor Eugen al IV-lea și Nicolae al V-lea, până în 1453. Foarte activ, a lucrat ca secretar personal al pontifului, a condus un scriptorium și a găsit timp și pentru a efectua traduceri (în special din opere a lui Xenofon și Diodorus Siculus) și a scrie dialoguri de natură morală..
În 1427, Poggio a cumpărat o casă, pe care a numit-o „Valdarnina”, în localitatea sa natală. De atunci se întorcea aici cel puțin o dată pe an. În 1436, la vârsta de cincizeci și șase de ani, s-a căsătorit cu Vaggia Buondelmonti, în vârstă de optsprezece ani (născută Selvaggia di Ghino Buondelmonti), aparținând unei familii de nobilimi feudale florentine. El a scris dialogul An seni sit uxor ducenda pentru a explica motivele acestei alegeri târzii. Vaggia i-a dat șase copii: cinci băieți (Pietro Paolo, Giovanni Battista, Jacopo, Giovanni Francesco și Filippo) și o fată (Lucrezia). Toți băieții au întreprins o carieră ecleziastică, cu excepția lui Jacopo, care, după ce a devenit un cărturar distins, a fost spânzurat la Florența în 1478 în urma implicării sale în Conspirația familiei Pazzi. Poggio a avut de asemenea mulți copii alături de amanta sa Lucia Pannelli.
În 1453 s-a mutat la Florența, la curtea familiei Medici. Aici a fost cancelarul Republicii Florentine timp de cinci ani. În 1458 s-a retras la viață privată.
A murit la 30 octombrie 1459, la câteva luni după tânăra sa soție (care a murit în februarie). A fost înmormântat, ca orice cetățean ilustru, în Bazilica Santa Croce, lângă ceilalți cancelari și prieteni de ai lui ca Salutati, Bruni și Carlo Marsuppini.

## Despre romanitatea românilor
Originea latină a limbii române a fost observată de mai mulți umaniști italieni. În 1438, Flavio Biondo, într-o dezbatere cu Leonardo Bruni, a afirmat că limba vulgară (adică cea vorbită de către vulg) era derivată din latină, care fusese apoi coruptă și murdărită de influențele barbare pe parcursul Evului Mediu. Prin urmare, limba vulgară folosită de către popoarele romanice era considerată o limbă bastardă și barbară, foarte îndepărtată de standardul latinului clasic. Bruni, în schimb, susținea că limba vulgară contemporană era o limbă antică, lipsită de barbarisme, deoarece deriva din vulgara din perioada romană, care era la vremea aceea diferită de limba literaturii.
În contextul acestei controverse asupra limbii latine, în 1450, Poggio a afirmat că limba vorbită de poporul Imperiului Roman a fost latina, luând ca exemplu diferitele forme de latină păstrate în dialectul orașului Roma, în limba spaniolă și în cea valahă, spunând astfel: 
Apud superiores Sarmatas colonia est ab Traiano, ut aiunt, derelicta, quae nunc etiam inter tantam barbariem multa retinet latina vocabula, ab Italis, qui eo profecti sunt, notata. Oculum dicunt, digitum, manum, panem multaque alia quibus apparet ab Latinis, qui coloni ibidem relicti fureant manasse, eamque coloniam fuisse latino sermone usam.
Traducere: După cum se spune, Traian a lăsat o colonie în rândul sarmaților nordici care, trăind în mijlocul atâtor barbarii, păstrează încă o mare parte din vocabularul latin, lucru observat de italienii veniți de acolo. Ei zic oculum, digitum, manem, panem, și multe alte cuvinte, prin urmare se pare că latinii, care au rămas acolo ca coloniști, foloseau limba latină.

## Manuscrise descoperite
Ca urmare a pozițiilor sale în Curia Romană, Poggio a avut ocazia să efectueze multe cercetări în bibliotecile mănăstirilor din zonele din apropierea orașului Konstanz (Sankt Gallen, Reichenau, Cluny), unde a redescoperit multe lucrări ale antichității. În Germania se știa că abațiile și mănăstirile conțineau lucrări latine, dar niciuna nu fusese transcrisă sau difuzată.
Poggio a făcut patru vizite la mănăstirile din Europa Centrală. Opere clasice latini pe care a redescoperit sunt::
Abația Cluny
- două orații ale lui Cicero, la vremea aceea necunoscute umaniștilor: Pro Murena și Pro Sexto Roscio Amerino.

Abația Sankt Gallen (1416)
- Institutio oratoria de Quintilian;
- primele trei cărți și jumătate din a patra din Argonautica de Valerius Flaccus;
- Comentariul lui Quintus Asconius Pedianus la cinci orații lui Cicero (Orationum Ciceronis quinque enarratio);
- Patru din cele șapte Verrinae lui Cicero;
- De utroque homine de Lactantius
- Unele comentarii lui Priscian;
- Unele cânturi lui Virgiliu;

Abația Sankt Gallen (1917)
- Epitoma rei militaris de Vegetius;
- De significatione verborum de Festus;
- Punica (poem) de Silius Italicus;
- Astronomica de Marcus Manilius
- Silvae de Statius, niciodată citite în Evul Mediu;
- Res gestae de Ammianus Marcellinus
- Opere lui Tertulian
- Opere gramaticilor Flavius Caper, Eutyches și Probus;

Orașul Langres (Franța) și biblioteca Domului din Köln
- Șapte orații lui Cicero;
- Un nou codice din De re rustica de Columella;
- De Medicina de Celsus;

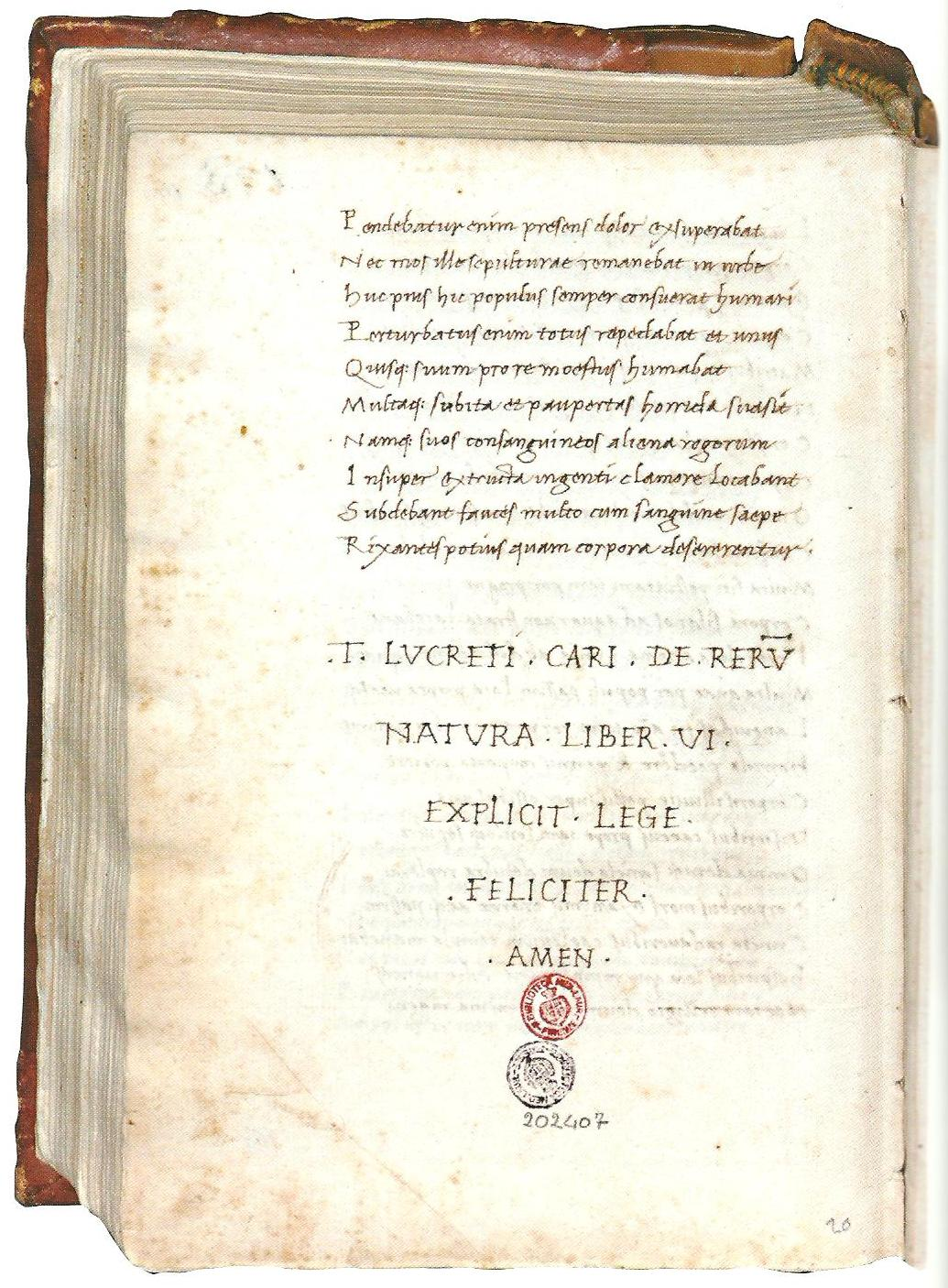
Explicit din De rerum natura, trascris de Niccolò Niccoli.

În Sankt Gallen, în 1416, Poggio Bracciolini a găsit o copie a operei De arhitectura lui Vitruvius. Tratatul, care a avut o importanță deosebită pentru arhitectura din Renaștere până în secolul al XIX-lea, era deja cunoscut. Bracciolini a contribuit în continuare la răspândirea sa.
Una dintre cele mai senzaționale descoperiri atribuite lui Poggio este a operei De rerum natura lui Lucrețiu, care a avut loc tot în Sank Gallen în 1417 (Poggio a păstrat secret numele orașului). Transcrierea făcută de copistul lui Bracciolini a fost imediat copiată ulterior de umanistul Niccolò Niccoli, un prieten al lui Poggio. Aceste două exemplare au rămas sursa tuturor edițiilor lui Lucrețiu apărute în secolele XV-XVI.
Între 1452 și 1453 a fost protagonistul unei aprinse controverse cu Lorenzo Valla în care, în recuperarea comună al Anticului, s-au opus concepții opuse despre cultura umanistă: pe de o parte metoda filologică, istorizată și exigența de științificitate și rigoare în utilizarea lingvistică a limbii latine (Valla); și pe cealaltă, abordarea lui Poggio, mai entuziasmată și centrată pe reevaluarea continuității culturale dintre cultura antică și literatura creștină și medievală și pe mitul retoricii. Poggio Bracciolini a identificat în figura lui Cicero cel mai mare exemplu de bun retor și a încercat să se conformeze total stilului său, convins de transmisibilitatea de-a lungul veacurilor a învățăturii străvechilor.

## Opere

### Originale
Datorită faptului că și-a dedicat întreaga viață profesiei de secretar personal pontifului, Poggio Bracciolini nu a fost un scriitor cu normă întreagă. A fost totuși autorul mai multor dialoguri: despre avaritate, nobilime, ipocrizie. De asemenea, a scris o lucrare despre istoria Florenței.

### Anii petrecuți la Roma
La Roma, Poggio a scris următoarele dialoguri: De avaritia (1425-8, despre care informează F. Barbaro în 1428), De infelicitate principum (1444) și Contra hypocritas (1447-9). Apoi, An seni sit uxor ducenda (1436), Dialogus trium disputationum și De praestantia Caesaris et Scipionis, un tratat-scrisoare îndreptat către Scipione Mainenti, în care apără modelul republican folosind figura lui Publius Cornelius Scipio. 
Lunga ședere la Roma i-a permis să studieze în profunzime vestigiile trecutului. Studiile sale au fost colectate în De varietate fortunae (1431-1448). Această lucrare este considerată unul dintre cele mai importante exemple de mărturie ale operelor romane, scrisă în secolul al XV-lea. Se deschide cu o descriere a ruinelor Romei: ele sunt un monumentum al fragilității lucrurilor umane (probabilă inspirație de la umanistul și coleg lui Poggio din Curia Papală, Biondo Flavio, care în 1446 a scris o Roma instaurata, o operă de „restaurare” topografică a Romei Antice). La Roma, Bracciolini a avut și oportunitatea de a colecta povești anecdotice și scurte, colectate ulterior în cartea Facetiae..
Poggio Bracciolini și-a strâns corespondența în zece cărți, dintre care trei redacții sunt cunoscute: prima includea doar scrisorile către Niccoli (datată în jurul anului 1435), apoi din 1438 a început colecția scrisorilor complete, pe care le-a completat la Florența cu ultimele scrisori (scrise între 1445 și 1459). A fost, de asemenea, un fructiv autor de invectivități, mai ales atunci când a argumentat dispute cu alți umaniști.

### Anii petrecuți la Florența
În perioada în care a locuit la Florența, la o vârstă înaintată, a scris:
- un dialog în două volume intitulat De miseria humanae conditionis („Mizeria condiției umane”), 1455;
- o Historia florentina, ce cuprinde istoria Florenței într-un arc de timp de aproximativ o sută de ani (de la mijlocul secolului al XIV-lea până la vremea sa).

### Ediții
- Bracciolini, Poggio (1476).  Jacques Le Rouge, ed. Historia Florentina. Accesat în 24 iunie 2015.